# The House of Tears
The House of Tears è un film muto del 1915 diretto da Edwin Carewe.

## Produzione
Il film fu prodotto dalla Rolfe Photoplays.

## Distribuzione
Distribuito dalla Metro Pictures Corporation, il film uscì nelle sale cinematografiche statunitensi il 13 dicembre 1915.